# Asimenye Simwaka
Asimenye Simwaka (ur. 8 sierpnia 1997) – malawijska lekkoatletka i piłkarka grająca na pozycji napastnika w kobiecej reprezentacji Malawi.
Brała udział w biegu na 100 metrów na Letnich Igrzyskach Olimpijskich 2020, odpadając w eliminacjach.